# بو كالدويل
بو كالدويل (بالإنجليزية: Bo Caldwell)‏ هي كاتِبة أمريكية، ولدت في 1955.